# Catotricha nipponensis
Catotricha nipponensis is een muggensoort uit de familie van de galmuggen (Cecidomyiidae). De wetenschappelijke naam van de soort is voor het eerst geldig gepubliceerd in 1924 door Alexander als Catocha nipponensis.

## Synoniemen
- Catotricha antennata Alexander, 1959[2]
- Catocha nipponensis Alexander, 1924[1]